# Bailang Yizu Bulangzu Xiang
Bailang Yizu Bulangzu Xiang (kinesiska: 摆榔, 摆榔彝族布朗族乡) är en socken i Kina. Den ligger i provinsen Yunnan, i den sydvästra delen av landet, omkring 350 kilometer väster om provinshuvudstaden Kunming. Antalet invånare är 6 578. Befolkningen består av 3 204 kvinnor och 3 374 män. Barn under 15 år utgör 22,0 %, vuxna 15-64 år 69 %, och äldre över 65 år 8,0 %.
Genomsnittlig årsnederbörd är 1 176 millimeter. Den regnigaste månaden är juli, med i genomsnitt 325 mm nederbörd, och den torraste är januari, med 7 mm nederbörd.